# Ascorhynchus pilipes
Ascorhynchus pilipes är en havsspindelart som beskrevs av Stock, J.H. 1991. Ascorhynchus pilipes ingår i släktet Ascorhynchus och familjen Ammotheidae. Inga underarter finns listade i Catalogue of Life.